# قرة سقال العليا (قشلاق الجنوبي)
قرة سقال العلیا (بالفارسية: قره سقال علیا) هي منطقة سكنية تقع في إيران في قسم قشلاق الجنوبي الريفي.